# Ligne 171 (Infrabel)
Pour les articles homonymes, voir Ligne 171.
La ligne 171 est une ligne de chemin de fer du réseau ferroviaire belge gérée, comme toutes les autres lignes belges, par Infrabel, le gestionnaire du réseau des voies ferrées en Belgique.
Cette très courte ligne (1,7 kilomètre) est une composante du nœud ferroviaire international Athus-Aubange-Rodange-Mont-Saint-Martin, situé aux trois frontières entre la Belgique, la France et le Grand-Duché de Luxembourg. Au Luxembourg, elle devient la ligne 6j.
Au milieu de ce nœud se trouve le terminal conteneurs d'Athus ainsi que la zone d'activité du pôle européen de développement.

## Historique
La ligne du Luxembourg à peine terminée en 1858, une liaison avec la Lorraine française est rapidement mise en œuvre par la Grande compagnie du Luxembourg.
La région d'Athus - Longwy - Rodange est alors en plein développement industriel, notamment dû à l'activité sidérurgique et métallurgique. Chacun des trois pays développe son réseau ferré aux environs de 1860 et une interconnexion se justifie afin d'écouler la production.
- 1862, la jonction (Arlon -) Autelbas - Athus (ligne 167) est mise en service
- 1863, la ligne 167 est prolongée vers Longwy
- 1873, le chemin de fer arrive à Rodange (via Esch-sur-Alzette)
- 1874, la ligne 171 relie Athus à Rodange. Le volume de trafic envisagé justifie la pose à double voie.
- 1876, la jonction Autelbas - Athus est également dédoublée
- 1877, une jonction entre Athus et Signeulx permet de desservir les forges de Gorcy. Cela constitue la première section de la ligne 165.
- 1884, c'est enfin la jonction Athus - Longwy qui est dédoublée.

La gare d'Athus est alors la véritable plaque tournante internationale de la région.
En 1961, les CFL électrifient la ligne Esch-sur-Alzette - Rodange en 25 kilovolts, suivant en cela l'électrification des lignes SNCF voisines Lille-Thionville et Luxembourg-Thionville.
À l'époque, l'interpénétration n'était pas encore de mise et la gare d'échange SNCB-CFL était à Athus, d'autant plus qu'un changement de front y était nécessaire pour les rames venant de l'Athus Meuse. La ligne 171 fut donc également électrifiée pour éviter un changement de traction supplémentaire.

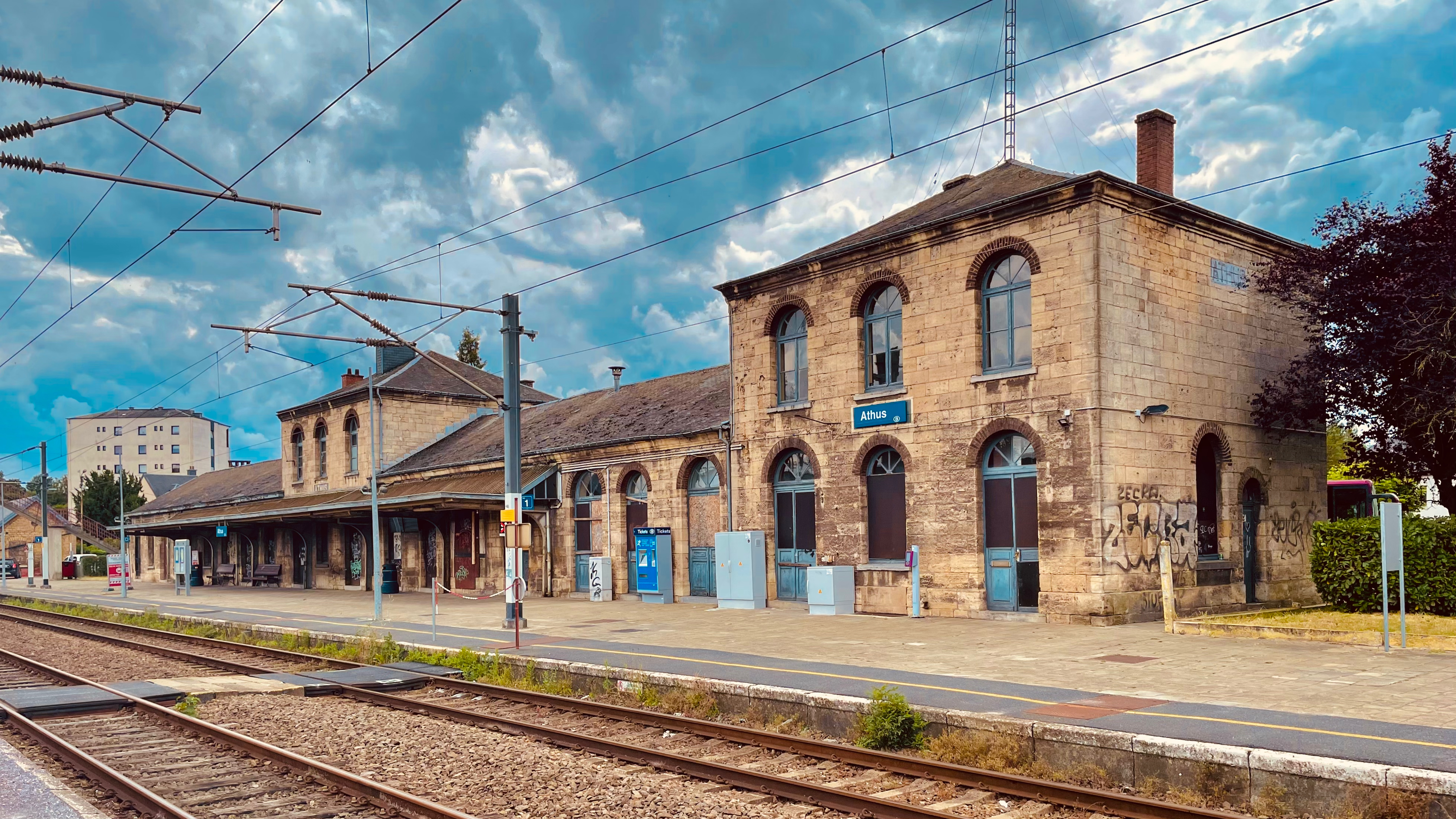
La gare d'Athus, vue depuis les voies

En 1993, l'intégration européenne touche également les chemins de fer. L'exploitation en pool sur la relation Ronet (Namur) - Esch-sur-Alzette (Bassin sidérurgique luxembourgeois) permet de gagner du temps en évitant un changement de traction à Athus. Les motrices diesel belges (séries 52 et 53) et luxembourgeoises (série 1800) assureront donc ces trains de bout en bout.
L'intérêt de disposer de deux voies sur la ligne 171 devient donc limité et la « Courbe d'Aubange » (ligne 165/1) qui évite le changement de front d'Athus utilisera l'une des deux voies de la ligne 171 entre Rodange et l'avant-gare d'Athus (bifurcation Y Athus), de sorte que la ligne 171 se retrouve à voie unique.
Ajoutons que depuis 2002, la ligne 171 est considérée par Infrabel comme la section terminale de la ligne 167 et donc intégrée à cette ligne.
La reconstruction de la ligne 167 vers Mont-Saint-Martin a eu lieu en 2004. Désormais, les trains venant d’Aubange vers Longwy n’empruntent plus la ligne 171. La liaison avec la frontière française s'appelle à présent ligne 165/2 concernant la voie venant d'Aubange (et de l'Athus-Meuse) et ligne 165/3 concernant la voie parallèle venant d'Athus.

## Entreprises à proximité
- Le terminal conteneurs d'Athus.

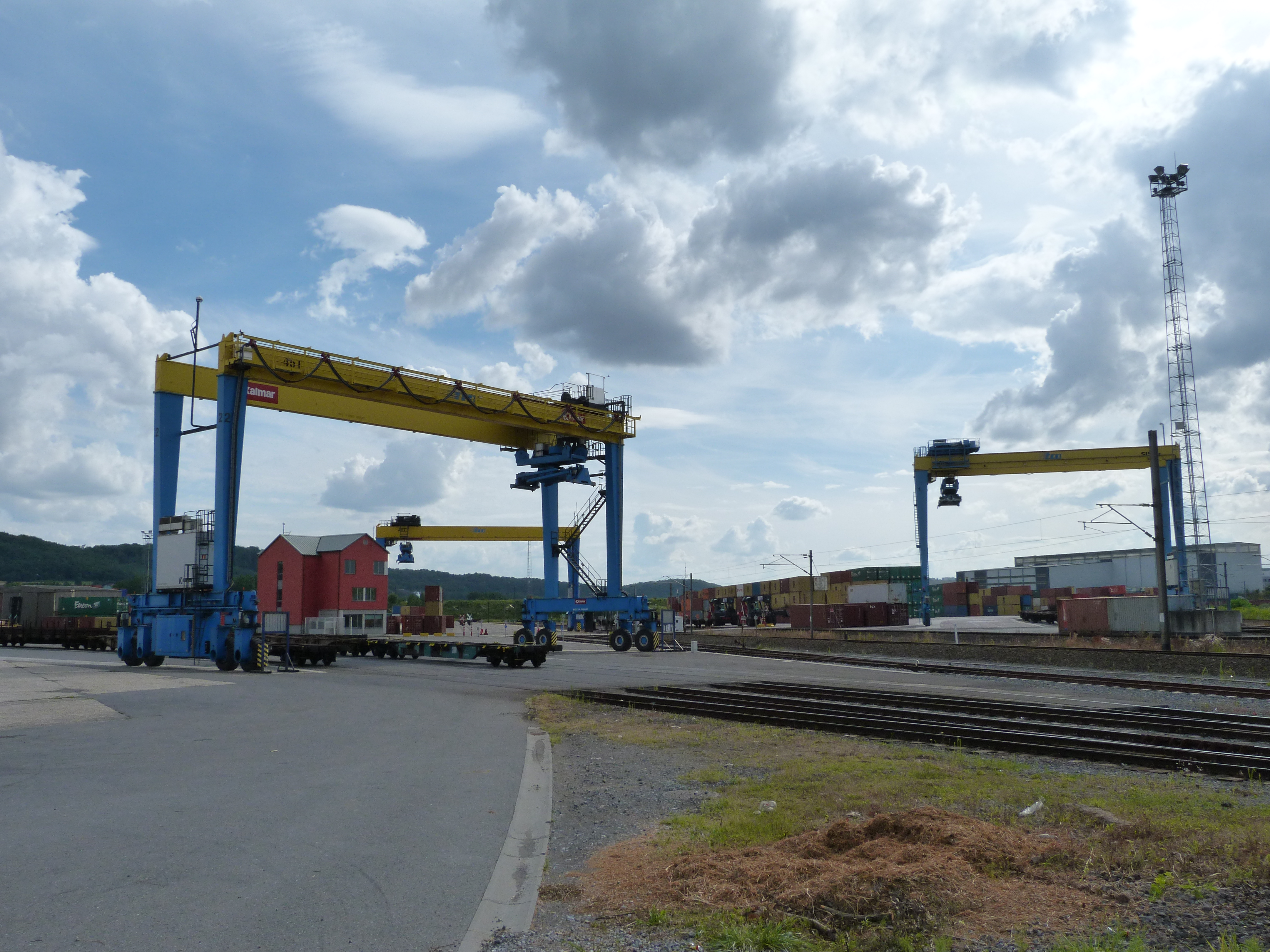
Le terminal conteneurs d'Athus.

- L'usine d'Athus (fermée depuis 1977).